# Steganotaenia
Steganotaenia Hochst. – rodzaj roślin z rodziny selerowatych. Obejmuje trzy gatunki występujące w Afryce Subsaharyjskiej.

## Systematyka
Pozycja systematyczna według APweb (aktualizowany system APG IV z 2016)
Jeden z 20 rodzajów w obrębie podrodziny Saniculoideae w rodzinie selerowatych (Apiaceae) należącej do rzędu selerowców (Apiales). 
Wykaz gatunków
- Steganotaenia araliacea Hochst.
- Steganotaenia commiphoroides Thulin
- Steganotaenia hockii (C. Norman) C. Norman